# Friedrich Ulrich
Den här sidan handlar om den össtyske roddaren. För bokhandlaren under 1700-talet, se Friedrich Ulrich (bokhandlare).
Friedrich-Wilhelm Ulrich, född den 20 oktober 1953 i Packebusch i Tyskland, är en östtysk roddare.

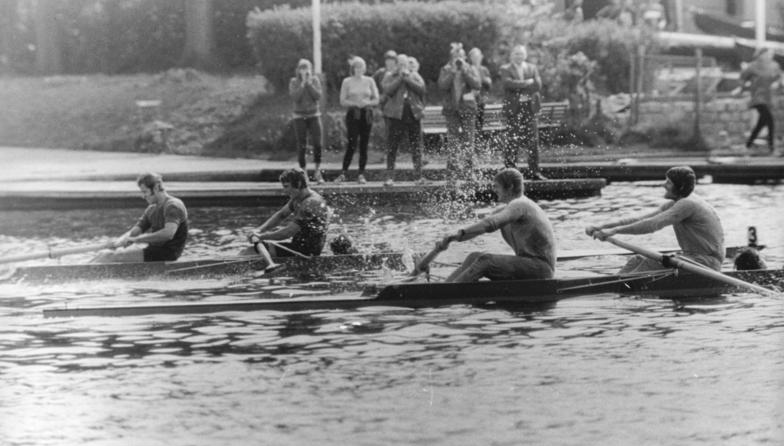

Han tog OS-guld i tvåa med styrman i samband med de olympiska roddtävlingarna 1980 i Moskva.